# تيسا فيوليت
تيسا فيوليت (بالإنجليزية: Tessa Violet)‏ هي مغنية مؤلفة ويوتيوبية أمريكية، ولدت في 20 مارس 1990 في شيكاغو في الولايات المتحدة.

## وصلات خارجية
- تيسا فيوليت على موقع IMDb (الإنجليزية)
- تيسا فيوليت على موقع روتن توميتوز (الإنجليزية)
- تيسا فيوليت على موقع ميوزك برينز (الإنجليزية)
- تيسا فيوليت على موقع أول ميوزيك (الإنجليزية)
- تيسا فيوليت على موقع ديسكوغز (الإنجليزية)